# Ghiacciaio Trail (Alaska)
Il ghiacciaio Trail (Trail Glacier in inglese) è un ghiacciaio situato nella penisola di Kenai dell'Alaska (Stati Uniti). Si trova nella parte più orientale dei monti Kenai e all'interno della Foresta Nazionale di Chugach.

## Dati fisici
Il ghiacciaio è lungo circa 6 km con una fronte di 300-400 metri. Scende da circa 1.300 m s.l.m. fino a circa 400 m s.l.m.. Il ghiacciaio alimenta il fiume Trail (Trail Creek).

### Ghiacciai limitrofi
Vicino al ghiacciaio Trail si trovano i seguenti principali ghiacciai:
| Nome del ghiacciaio | Quota alle coordinate indicate (m s.l.m.) | Coordinate             | Ubicazione del ghiacciaio |
| ------------------- | ----------------------------------------- | ---------------------- | ------------------------- |
| Spencier Glacier    | 681                                       | 60°38′00″N 148°54′10″W | 10 km a nord              |
| Bartlett Glacier    | 682                                       | 60°37′20″N 148°58′24″W | 8 km a sud                |
| Deadman Glacier     | 774                                       | 60°39′04″N 149°00′46″W | 12 km a nord-ovest        |

### Monti vicini al ghiacciaio
I seguenti monti sono vicini al ghiacciaio (tutti appartenenti al gruppo dei monti Kenai):
| Nome del monte    | Altezza (m s.l.m.) | Coordinate             | Ubicazione del monte |
| ----------------- | ------------------ | ---------------------- | -------------------- |
| Kickstep Mountain | 1.296              | 60°45′11″N 149°05′42″W | 15 km a nord ovest   |
| Tincan Peak       | 1.281              | 60°44′22″N 149°05′36″W | 12 km a nord ovest   |
| Bench Peak        | 1.480              | 60°39′00″N 149°07′55″W | 10 km a sud ovest    |

## Storia
Il nome del ghiacciaio deriva dal nome del fiume Trail (un nome locale riportato nel 1935 dal USGS). In precedenza era nominato Notch Creek Glacier. l ghiacciaio incominciò ad essere studiato durante la costruzione della ferrovia Anchorage-Seward all'inizio del XX secolo. Da allora si è notevolmente ritirato (già nel 1931 alcune foto confermavano un ritiro di oltre 1,2 chilometri rispetto ai primi rilevamenti). Altri 500 metri mancavano nel 1957, mentre nel 2000 da foto aeree risultava un ulteriore ritiro di altri 750 metri.

## Accessibilità
Il ghiacciaio si trova a circa 90 km da Anchorage. Si può raggiungere solamente tramite la ferrovia Alaska Railroad.

## Galleria d'immagini

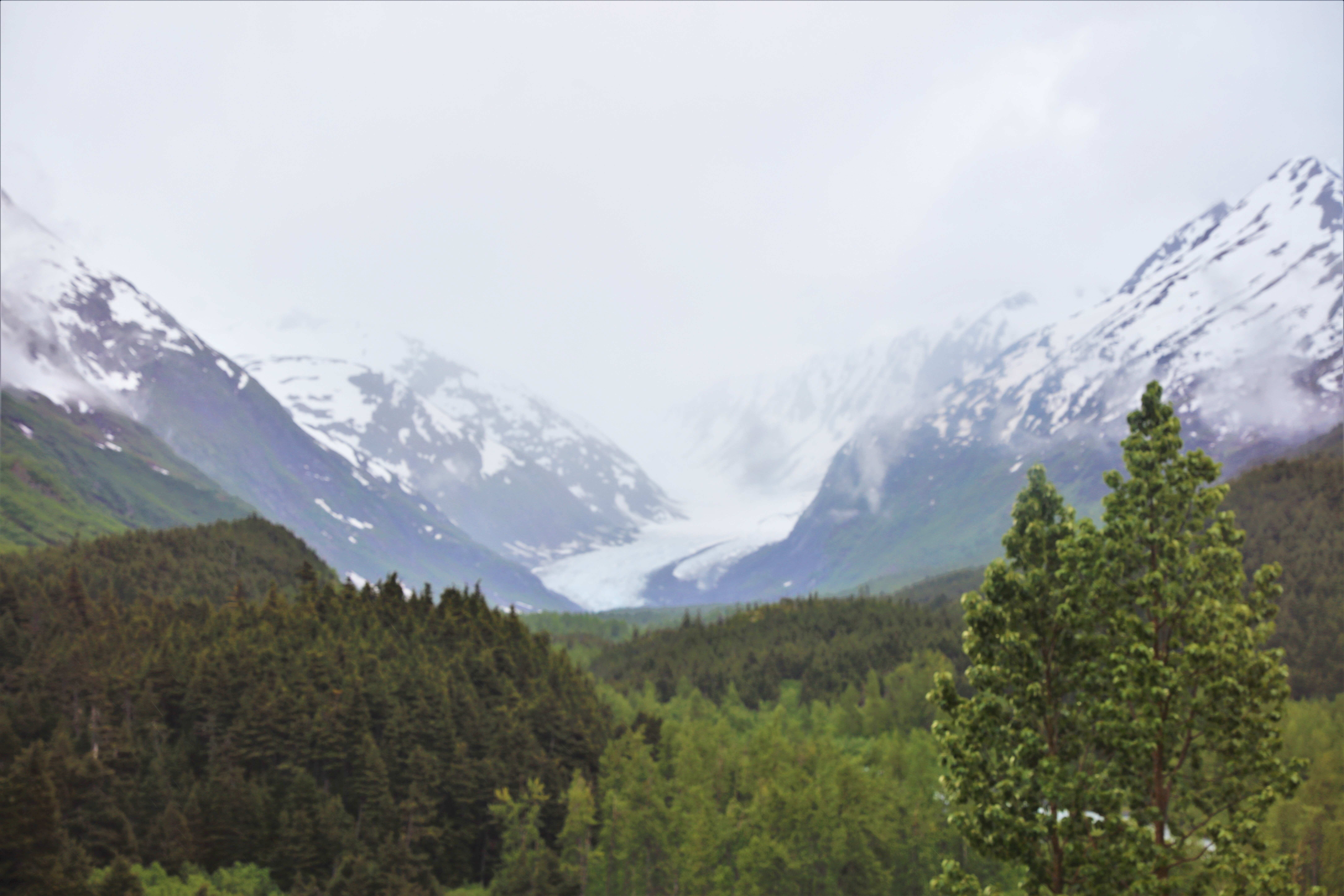
Il ghiacciaio in giugno verso sera
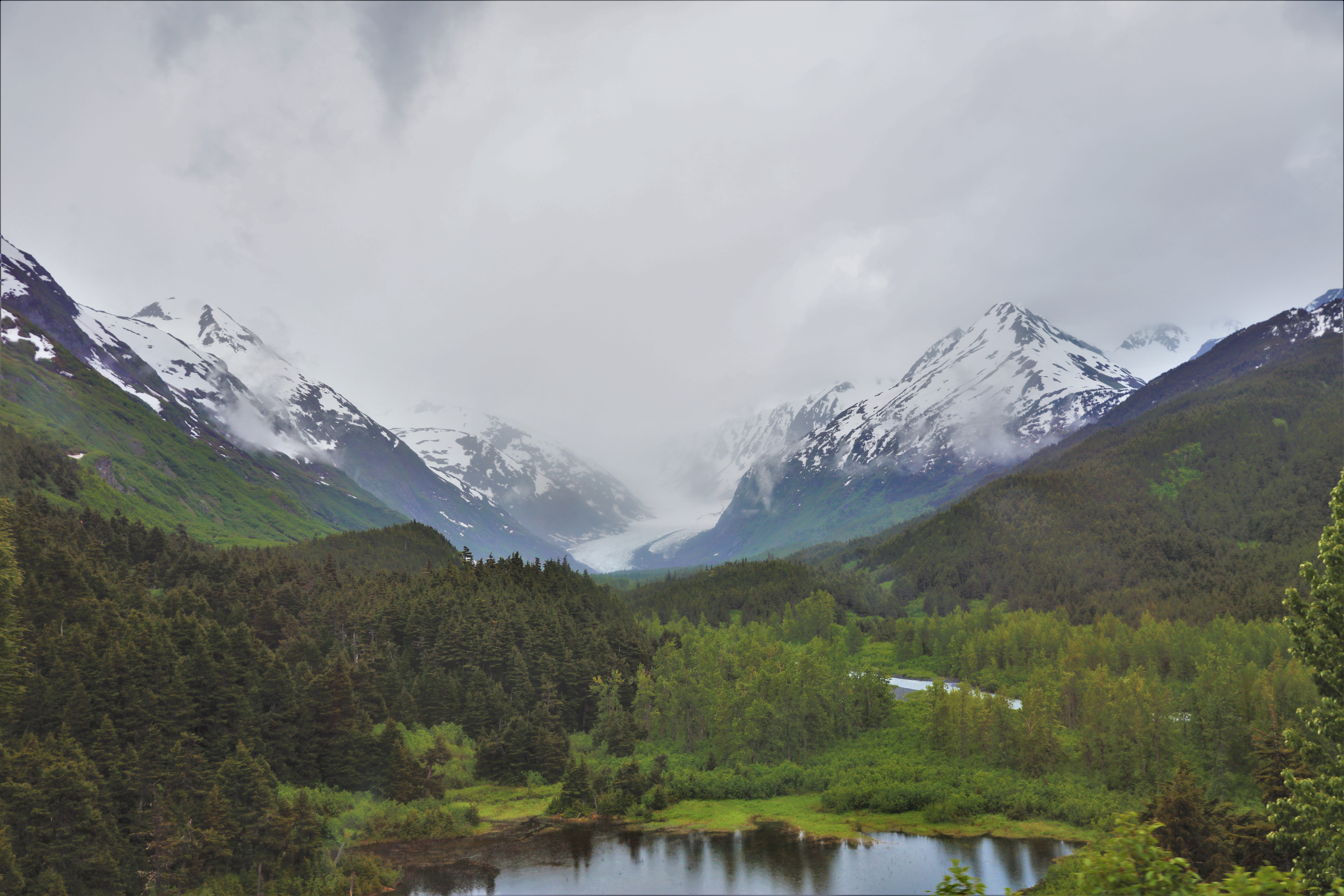